# 381e régiment d'artillerie de la Garde
Le 381e régiment d'artillerie de la Garde (en russe : 381-й гвардейский артиллерийский полк, abrégé 381 гв. ап), de son nom complet le 381e régiment d'artillerie de la Garde « Varszawski » des ordres du Drapeau rouge, de Souvorov et de Koutouzov (en russe : 381-й гвардейский артиллерийский Варшавский Краснознамённый, орденов Суворова и Кутузова полк), est une unité des troupes de missiles et d'artillerie de l'armée de terre russe (n° d'unité 24390).
Le régiment fait partie de la 150e division de fusiliers motorisé de la 8e armée combinée de la Garde, du district militaire sud, basée dans la localité de Kouzminka, dans l'oblast de Rostov.

## Historique
L'unité est créée sous le nom de régiment d'artillerie antichar de la 5e brigade de chasse, avant d'être renommée le 20 juin 1943 en régiment d'artillerie antichar de la Garde de la 1re brigade de chasse de la Garde. L'unité change une nouvelle fois de nom pour devenir la 283e régiment d'artillerie antichar de la Garde,.
Après la guerre, il est réorganisé en 283e régiment d'artillerie automotrice de la Garde et rejoint la 35e division de fusiliers motorisés. Au moment du retrait de la RDA, le régiment est stationné à Olympisches Dorf à Berlin (RDA). Son équipement se compose de 54 pièces 2S3, 18 Grad, 5 PRP-3, 3 1V18, 1 1V19, 2 R-145BM, R-156BTR.
Le 1er décembre 2017, le régiment est reformé au sein de la 150e division de fusiliers motorisés.
Le 19 décembre 2017, le régiment reçoit son drapeau de bataille en présence du commandant adjoint du district militaire sud, le lieutenant-général Andreï Gouroulev (ru),.